# ITOH N-62
Die ITOH N-62 „Silberreiher“ (日大・伊藤忠 N-62イーグレット) war ein STOL-Flugzeug des japanischen Herstellers ITOH mit zwei- oder viersitzigen Varianten.

## Geschichte und Konstruktion
Die N-62 wurde von Studenten unter der Leitung von Professor Hidemasa Kimura der Universität Nihon, Tokio entworfen und von ITOH gebaut. Die Maschine war als abgestrebter Schulterdecker ausgelegt und vollständig mit Metall beplankt. Sie besaß ein nicht einziehbares Dreipunktfahrwerk.
Die Maschine benötigte auf Grund ihrer STOL-Eigenschaften lediglich 190 Meter zum Starten und 150 Meter zum Landen und wurde von einem Lycoming O-320-B2B Kolbenmotor mit 160 PS angetrieben.
Sie war das erste Leichtflugzeug, das in Japan nach dem Krieg gebaut wurde.

## Versionen
- N-62-100: 2-Sitzer mit einem 100-PS-Motor
- N-62-160: 4-Sitzer mit einem Lycoming O-320-B2B mit 160 PS
- N-62-250: 4-/5-Sitzer mit einem 250-PS-Motor

## Technische Daten
| Kenngröße             | Daten (N-62-160)                               |
| --------------------- | ---------------------------------------------- |
| Besatzung             | 1                                              |
| Passagiere            | 3                                              |
| Länge                 | 7,37 m                                         |
| Spannweite            | 10,80 m                                        |
| Höhe                  | ? m                                            |
| Flügelfläche          | 14,05 m²                                       |
| Leermasse             | 558 kg                                         |
| max. Startmasse       | 900 kg                                         |
| Reisegeschwindigkeit  | ? km/h                                         |
| Höchstgeschwindigkeit | 217 km/h                                       |
| Dienstgipfelhöhe      | 6050 m                                         |
| Reichweite            | 1080 km                                        |
| Triebwerke            | 1 × Lycoming O-320-B2B mit 160 PS (ca. 120 kW) |

## Erhaltene Exemplare
Eine Maschine befindet sich im Kakamigahara Aerospace Science Museum in Gifu.